# I종 끈 이론
끈 이론에서 Ⅰ종 끈 이론(一種끈理論, 영어: Type Ⅰ string theory)은 10차원에서 존재하는, {\displaystyle {\mathcal {N}}=1} 초대칭과 푸앵카레 대칭을 가지며, 열린 끈을 포함하며, 타키온을 갖지 않는 초끈 이론이다. ⅡB종 끈 이론의 오리엔티폴드로 여길 수 있다.

## 정의
Ⅰ종 끈 이론은 9+1차원에 존재하는, 열린 끈을 포함하는 초끈 이론이며, 10차원 {\displaystyle {\mathcal {N}}=1} 초대칭(16개의 초전하)을 갖는다.
Ⅰ종 끈 이론은 ⅡB종 초끈 이론의 오리엔티폴드로 여길 수 있다. 이 경우, 변칙이 발생하는데, 이를 피하기 위하여 32개의 (절반) D9-막을 추가해야 한다. (32개는 오리엔티폴드 사영을 취하기 이전의 수이다.) 그렇다면 그린-슈워츠 메커니즘에 의하여 변칙이 상쇄된다.

## 성질

### 끈
Ⅰ종 끈 이론은 D9-막을 가지므로, 닫힌 끈 말고도 열린 끈을 갖는다. 오리엔티폴드의 존재로 인하여, 닫힌 끈과 열린 끈은 모두 비가향 끈이다. (특히, 이 때문에 캘브-라몽 장이 존재하지 않는다.)

### 낮은 에너지 이론
Ⅰ종 끈 이론의 낮은 에너지 이론은 O(32) 양-밀스 이론과 결합된 10차원 {\displaystyle {\mathcal {N}}=1} 초중력이다.
즉, 그 무질량 보손 장들은 다음과 같다.
- 닫힌 끈:
  - 느뵈-슈워츠-느뵈-슈워츠 장:
    - 딜라톤
    - 중력자

  - 라몽-라몽 장:
    - 2차 미분 형식 {\displaystyle C_{2}}

  - 페르미온:
    - 딜라티노
    - 그래비티노
- 열린 끈:
  - O(32) 글루온
  - O(32) 글루이노

Spin(32) 잡종 끈 이론은 Ⅰ종 끈 이론과 같은 낮은 에너지 이론을 갖지만, 이 경우 2차 미분 형식의 해석이 달라진다. Ⅰ종 끈 이론에서는 이는 라몽-라몽 장이며, D1-막에 결합하지만, Spin(32) 잡종 끈 이론에서는 이는 캘브-라몽 장이며, 기본 끈에 결합한다. (이에 따라, S-이중성 아래 잡종 기본 끈은 Ⅰ종 D1-막에 대응된다.)

### 솔리톤
Ⅰ종 끈 이론은 (항상 존재하는 32개의 D9-막을 제외하면) 2차 미분 형식 라몽-라몽 장에 결합하는 D1-막과 D5-막을 갖는다. 이 밖에도, 위상 K이론 분류를 통해 비(非)BPS이지만 안정한 D(−1)-막, D0-막, D7-막, D8-막을 찾을 수 있다. 이들은 게이지 군 Spin(32)의 스피너로 변환하므로, 하나 있을 때는 더 이상 상쇄될 수 없다. (다만 이들이 두 개 있다면 이들은 서로 상쇄될 수 있다.)
캘브-라몽 장이 존재하지 않으므로, Ⅰ종 끈 이론의 기본 끈은 BPS가 아니다. 그러나 끈 결합 상수가 작다면, 그 상호 작용이 억제되어 섭동 이론을 전개할 수 있다. Ⅰ종 끈 이론은 캘브-라몽 장을 갖지 않으므로, NS5-막이 존재하지 않는다.

### S-이중성
Ⅰ종 끈 이론에서, 결합 상수가 매우 큰 극한은 Spin(32) 잡종 끈 이론과 동치이다. 이는 S-이중성의 특별한 경우이다.